# 포르투갈. 더 맨
포르투갈. 더 맨(Portugal. The Man)은 미국의 록 밴드이다. 2004년 미국 알래스카 와실라에서 결성되었다.

## 음반 목록
- Waiter: "You Vultures!" (2006)
- Church Mouth (2007)
- Censored Colors (2008)
- The Satanic Satanist (2009)
- American Ghetto (2010)
- In the Mountain in the Cloud (2011)
- Evil Friends (2013)
- Woodstock (2017)